# Barbara Rutz
Barbara Rutz (22 luglio 1995) è una schermitrice polacca.

## Palmarès
- Mondiali

Lipsia 2017: bronzo nella spada a squadre.
- Europei

Novi Sad 2018: argento nella spada a squadre.